# Josua Tuisova
Josua Tuisova Ratulevu (Fiji, 4 de fevereiro de 1994) é um jogador de rugby fijiano, que joga na posição de asa ou central.

## Carreira

### Rio 2016
Fez parte do elenco da Seleção de Rugbi de Sevens de Fiji, no Rio, conquistando a medalha de ouro.